# 1991: The Year Punk Broke
1991: The Year Punk Broke è un documentario musicale del 1992, diretto da Dave Markey. Il film mostra molte band punk e alternative rock durante i propri tour in Europa nel tardo 1991. Il documentario si concentra soprattutto su Sonic Youth e Nirvana, ma comprende anche Dinosaur Jr., Babes in Toyland, Gumball e Ramones. Inoltre appaiono nel film Mark Arm, Dan Peters e Matt Lukin dei Mudhoney, Courtney Love. Il film è dedicato alla memoria di Joe Cole, roadie e fidanzato della bassista delle Babes in Toyland Michelle Leon, morto assassinato durante un tentativo di rapina, tre mesi dopo la fine del tour.

## Brani

### Sonic Youth
- Schizophrenia
- Brother James
- Teen Age Riot
- Dirty Boots
- I Love Her All the Time
- Mote
- Kool Thing
- Expressway to Yr Skull

### Nirvana
- Negative Creep
- School
- Endless, Nameless
- Smells Like Teen Spirit
- Polly

### Dinosaur Jr
- Freak Scene
- The Wagon

### Babes in Toyland
- Dust Cake Boy

### Gumball
- Pre

### Ramones
- Commando

## Cast
- Mark Arm: sé stesso (Mudhoney)
- Lori Barbero: sé stessa (Babes In Toyland)
- Kat Bjelland: sé stessa (Babes In Toyland)
- Nic Close: sé stesso
- Kurt Cobain: sé stesso (Nirvana)
- Joe Cole: sé stesso
- Don Fleming:  sé stesso (Gumball)
- Kim Gordon: sé stessa (Sonic Youth)
- Dave Grohl: sé stesso (Nirvana)
- Mike Johnson: sé stesso (Dinosaur Jr.)
- Dave Kendall:  sé stesso
- Michelle Leon: sé stessa (Babes In Toyland)
- Courtney Love: sé stessa (Hole)
- Matt Lukin: sé stesso (Mudhoney)
- Dave Markey: sé stesso
- J Mascis: sé stesso(Dinosaur Jr.)
- Craig Montgomery: sé stesso
- Thurston Moore: sé stesso(Sonic Youth)
- Bob Mould: sé stesso (Hüsker Dü)
- Murph: sé stesso (Dinosaur Jr.)
- Krist Novoselic: sé stesso (Nirvana)
- Dan Peters: sé stesso (Mudhoney)
- C J Ramone: sé stesso (Ramones)
- Joey Ramone: sé stesso (Ramones)
- Johnny Ramone: sé stesso (Ramones)
- Marky Ramone: sé stesso (Ramones)
- Lee Ranaldo: sé stesso (Sonic Youth)
- Susanne Sasic: sé stessa
- Steve Shelley: sé stesso (Sonic Youth)
- Jay Spiegel: sé stesso (Gumball)
- Peter Vanderbilde: sé stesso
- Eric Vermillion: sé stesso (Gumball)